# Захаровка (платформа)
Захаровка — недействующий раздельный пункт Волгоградского отделения Приволжской железной дороги на линии Саратов I — Иловля II. Находится возле посёлка Захаровка Ольховского района Волгоградской области.

## История
Железная дорога Саратов — Иловля была построена в 1942 году как часть Волжской рокады. Разъезд Захаровка был открыт в том же 1942 году на участке Иловля — Петров Вал данной железной дороги. При строительстве участка от Иловли до Петрова Вала были использованы рельсы, шпалы и прочее оборудование, привезённые с головного участка строительства Байкало-Амурской магистрали, работы по возведению которой после начала Великой Отечественной войны были временно прекращены.
В 2001 году была произведена электрификация переменным током напряжением 25 кВ участка железной дороги Петров Вал — Колоцкий.
К концу 2007 года была завершена прокладка вторых путей на всем протяжении Волжской рокады от Сызрани до Волгограда, занявшая несколько лет. После прокладки второго пути необходимость разъезда в Захаровке отпала. Путевое развитие было ликвидировано, после чего Захаровка фактически стала остановочным пунктом на перегоне Зензеватка — Солодча. При этом Захаровка официально не была переведёна в разряд остановочных пунктов, оставшись в документах РЖД в ранге разъезда, открытого по параграфу 3 Тарифного руководства № 4, для посадки/высадки пассажиров на поезда местного и пригородного сообщения. Пассажирских посадочных платформ на разъезде на момент демонтажа путевого развития уже не существовало. Точно время их разборки неизвестно. Ввиду отсутствия пассажирских платформ все поезда, включая пригородные, следуют через Захаровку без остановки. На официальной схеме обращения пригородных поездов по Волгоградскому региону Приволжской железной дороги Захаровка отсутствует.

## Пригородное сообщение по станции
| № поезда | Маршрут движения      | № поезда | Маршрут движения      |
| -------- | --------------------- | -------- | --------------------- |
| 6812     | Петров Вал — Качалино | 6813     | Качалино — Петров Вал |